# Écailles de lune
Écailles de lune (francuski: "Mjesečeva vaga") drugi je studijski album francuskog shoegaze sastava Alcest. Album je 29. ožujka 2010. godine objavila diskografska kuća Prophecy Productions.

## O albumu
Écailles de lune prvi je Alcestov album na kojem je bubnjeve svirao Winterhalter, zbog čega je to ujedno i prvi glazbeni uradak na kojem Neige nije bio jedini član i na kojem nije svirao sva glazbala.
Iako nastavlja u glazbenom stilu započetom na prvom studijskom albumu Souvenirs d'un autre monde, Écailles de lune označava mračniji i glasniji prijelaz u žanr shoegazea, dok se ujedno vraća i black metal korijenima grupe – prvi je njezin studijski album na kojem su prisutni grubi vokali. "Solar Song" prva je pjesma čiji je naslov napisan na engleskom jeziku, dok je "Sur l'océan couleur de fer" glazbena inačica istoimene poeme francuskog pjesnika Paula-Jeana Touleta.

## Popis pjesama
Tekstovi: Neige, osim pjesme "Sur l'océan couleur de fer", čiji je tekst napisao Paul-Jean Toulet, glazba: Neige, osim pjesme "Abysses", koju je skladao Fursy Teyssier.
| 1.    | »Écailles de lune - Part 1«                           | 9:52 |
| 2.    | »Écailles de lune - Part 2«                           | 9:48 |
| 3.    | »Percées de lumière« (Prodori svjetla)                | 6:38 |
| 4.    | »Abysses« (instrumental)                              | 1:47 |
| 5.    | »Solar Song« (instrumental)                           | 5:24 |
| 6.    | »Sur l'océan couleur de fer« (Na oceanu boje željeza) | 8:18 |
| 41:47 |                                                       |      |

## Recenzije
Album je uglavnom dobio pozitivne kritike. Ned Raggett, glazbeni kritičar sa stranice AllMusic, dodijelio je albumu četiri zvjezdice od njih pet zvjezdica te je posebice pohvalio Neigeovu vokalnu izvedbu napisavši da je "na mnogo mjesta na albumu Neigeovo pjevanje najljepše do sada – nježno [...] sredinom druge polovice naslovne pjesme, duboko i mislilačko [...] drugdje; iako nije bitno drugačije od pristupa na njegovom ranijem radu, ovdje je najugodnije i vjerojatno najviše [...] spokojno na [pjesmi] "Solar Song" [na kojoj su] vokali predivno izraženi."
Web-stranica Invisible Oranges pohvalila je albumi izjavila da "ponekad stvari koje volite ne moraju biti objašnjene ili ih nema svrhe objašnjavati. Jedinstvenost svrhe curi iz ovog albuma – jednostavno ga shvaćate. Glavni gitarist i skladatelj Neige izjavio je da Alcestom  "neopisivo prekrasno utočište" koje je prvi put ugledao kao dijete pretače u glazbu. Čini se da je to zajednička nit između umjetnika koje Alcest navodno spaja – My Bloody Valentinea i Burzuma: odlučna žudnja za različitim stvarnostima. Svaka čast Alcestu na spajanju glazbenih svjetova tako što je poslušao njihova srca".

## Zasluge
| Alcest - Neige – vokali, gitara, bas-gitara, sintesajzer - Winterhalter – bubnjevi Dodatni glazbenici - Fursy Teyssier – svi instrumenti (na pjesmi 4), naslovnica | Ostalo osoblje - Andy Julia – fotografija, naslovnica (za alternativnu naslovnicu) - Valnoir – dizajn - Neb Xort – miksanje, mastering - Markus Stock – inženjer zvuka |